# Breitenbrunn (Suábia)
Breitenbrunn é um município da Alemanha, situado no distrito da Baixa Algóvia, no estado da Baviera. Tem 41,92 km² de área, e sua população em 2019 foi estimada em 2 361 habitantes.